# Туризм в Новой Зеландии

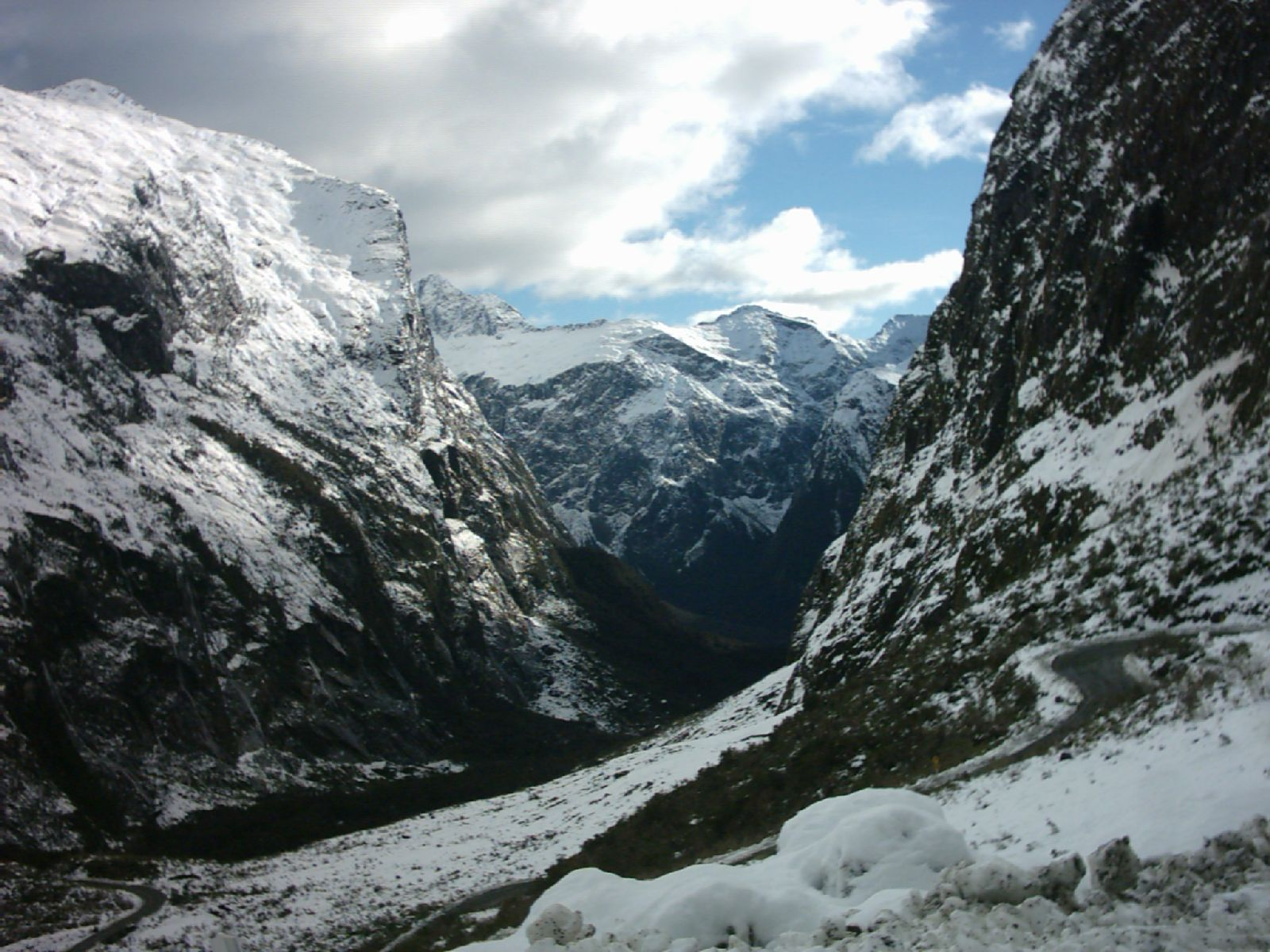
Снежные вершины возле Милфорд Саунд.

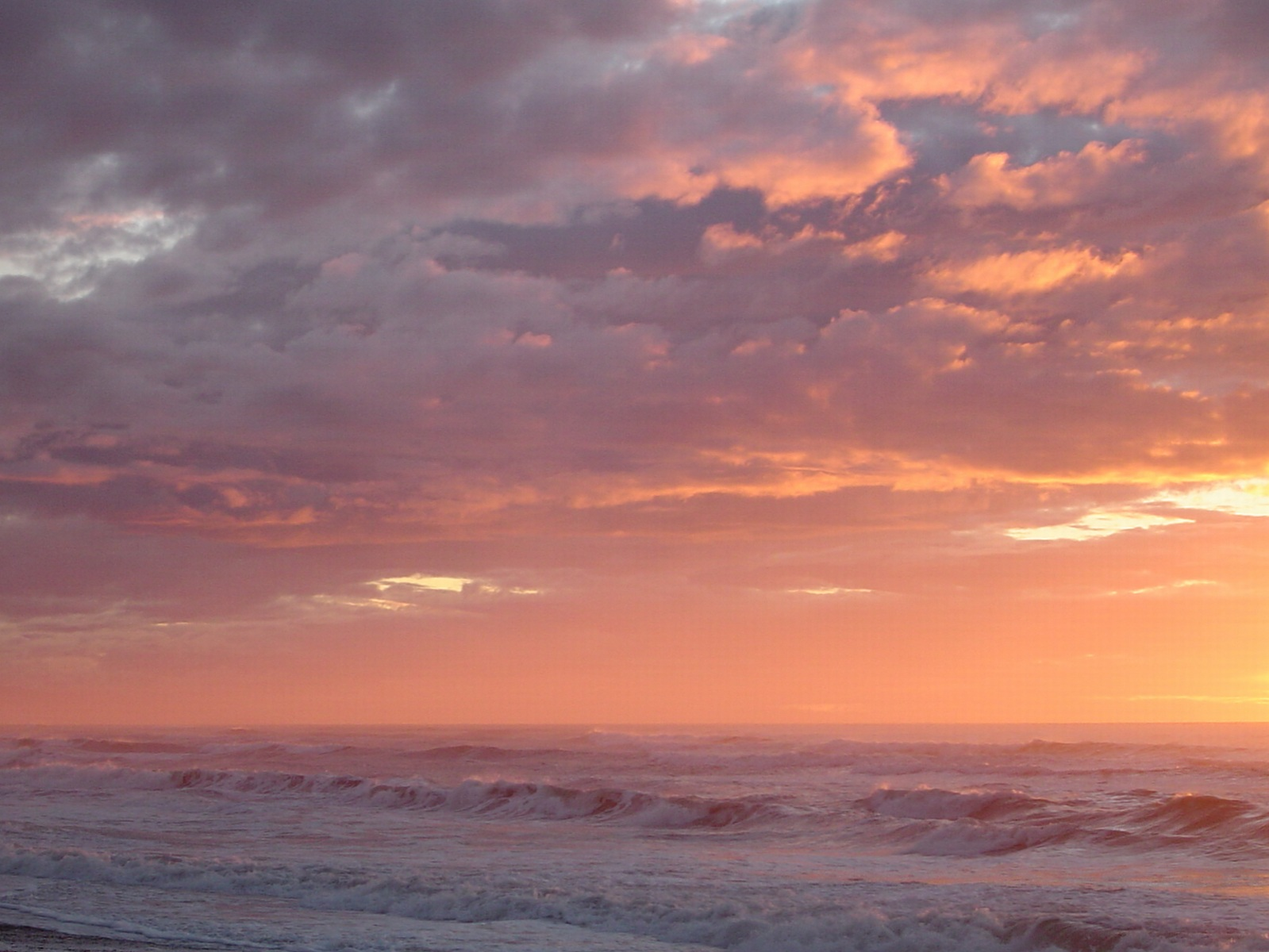
Восход на пляже возле Греймута.

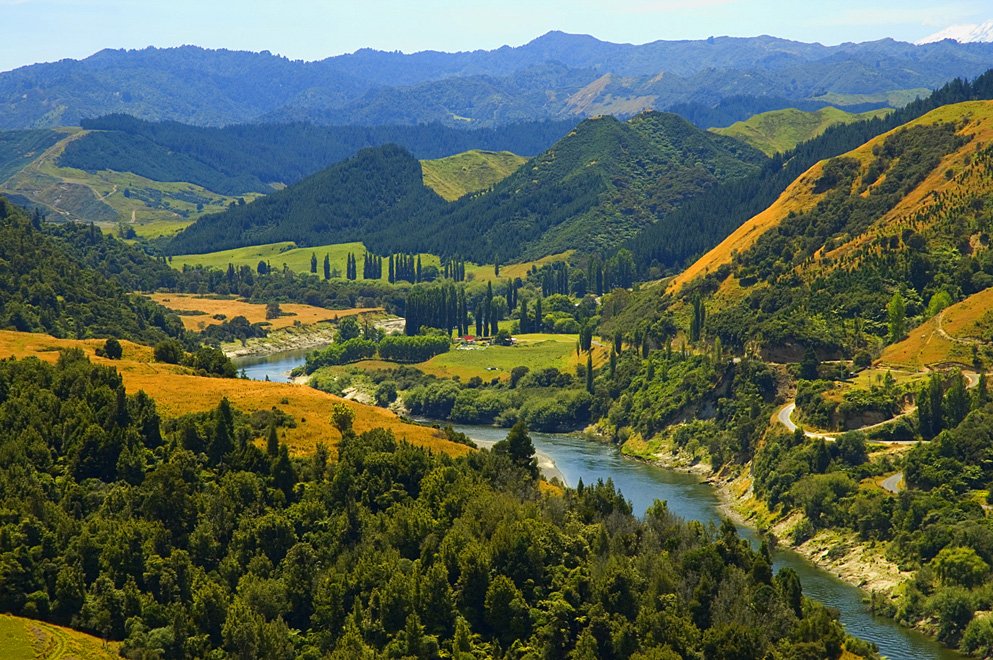
Холмы над Уонгануи.

Туризм — самый крупный источник доходов Новой Зеландии. По состоянию на февраль 2013 года страну посещает свыше 2,5 миллионов туристов ежегодно. Новая Зеландия рекламируется туристам как чистый зелёный уголок планеты, наиболее популярные маршруты связаны с различными природными достопримечательностями, такими как национальные парки Фьордленд, Национальный парк Абель-Тасман,Тонгариро и Маунт-Кук. Наиболее популярный аттракцион для туристов в Новой Зеландии — банджи-джампинг.
Большинство туристов прибывает в Новую Зеландию через аэропорт Окленд. Популярные направления для путешествий по стране — Фьордленд, в частности Милфорд-Саунд, Куинстаун, Бэй-оф-Айлэндс, Роторуа, пещеры Вайтомо, а также ледники Франца-Иосифа и Фокса на Южном острове Новой Зеландии.

## Международный туризм

### Общая информация
Новая Зеландия — одно из самых желанных мест для проведения отпуска согласно опросу журнала Condé Nast Traveler, специализирующегося на дорогих путешествиях. В 2008 Новая Зеландия занимала первое место в этом опросе, в 2009 — опустилась на второе. В 2007 Новая зеландия была объявлена лучшим местом для отдыха изданием The Daily Telegraph — крупнейшим организатором подобных опросов в Великобритании. С момента начала кампании в поддержку туризма, приток приезжающих в Новую Зеландию британцев составил 61 %. Tourism New Zealand, крупнейшее туристическое агентство страны активно продвигает туры в Новую Зеландию в других странах. Например, затраты на кампанию по продвижению в Китае составили 7 миллионов новозеландских долларов. Новая Зеландия стала первой страной, начавшей сотрудничество с Google Earth по созданию туристической карты страны в Google.

## Экология
Вредное влияние растущего количества авиаперелетов на окружающую среду и реакция общественности может притормозить рост туризма Новой Зеландии. Тем не менее Министерство туризма Новой Зеландии предрекает ежегодный 4-процентный рост общего количества туристов.

## Транспорт
Новая Зеландия имеет разветвлённую сеть аэропортов: они есть во всех крупных городах, что делает передвижение по стране быстрым и удобным. Перелёт из Крайстчёрча в Окленд (с Южного на Северный остров) занимает 1 час 20 минут. Основные внутренние авиаперевозчики — Air New Zealand и Jetstar. Их регулярные рейсы дополняют чартерные авиакомпании и воздушные туроператоры.
Протяжённость железных дорог Новой Зеландии совсем невелика — всего 3898 км. Главная паромная переправа страны находится в проливе Кука и связывает Веллингтон, находящийся на Северном острове, и Пиктон. Паром представляет собой корабль, который перевозит пассажиров и автотранспорт: автомобили, мотоциклы, велосипеды и автодома (campervans). Большинство автопрокатных компаний не разрешает своим клиентам осуществлять самостоятельную паромную переправу взятого напрокат автомобиля. В проливе Кука работают два основных оператора — Interislander и BlueBridge. Они осуществляют паромную переправу ежедневно без выходных и праздников в зависимости от погодных условий. Путешествие от одного острова до другого занимает 3 часа 20 минут.

## Внутренний туризм
Периодически для жителей Новой Зеландии проводятся акции и кампании в поддержку путешествий внутри страны, поскольку большинство граждан предпочитают отдыхать в Австралии или других странах. Ежегодно прибыль от внутреннего туризма растет на 1-1.5 % по данным Министерства Туризма Новой Зеландии

## Развлечения
Популярные развлечения туристов в Новой Зеландии — осмотр достопримечательностей, занятие экстремальными видами отдыха и пеший туризм. Для поддержки активного отдыха в Новой Зеландии проложены и разработаны различные пешеходные маршруты, многие — при поддержке Департамента по Защите Окружающей Среды Новой Зеландии. Самыми популярными из них являются Тропа Милфорда (Milford Track), пешеходная трасса длиной во всю страну Те Арароа (Te Araroa Trail) и Новозеландский велосипедный маршрут (The New Zealand Cycle Trail). Элитный и экологический виды туризма также набирают обороты в Новой Зеландии.